# Harry Mathews
Harry (Burchell) Mathews (ur. 14 lutego 1930 w Nowym Jorku, zm. 25 stycznia 2017 w Key West) – amerykański pisarz, prozaik i poeta piszący w dwóch językach – angielskim i francuskim. Członek grupy literackiej OuLiPo.
Mathews uchodzi za jednego z najciekawszych awangardowych pisarzy amerykańskich drugiej połowy XX wieku. Studiował w Princeton, a na Uniwersytecie Harvarda ukończył muzykologię. W latach 1949–1962 był żonaty z modelką i rzeźbiarką Niki de Saint Phalle (ma z nią dwoje dzieci), od 1952 przez 25 lat mieszkał głównie we Francji. Poezję zaczął publikować w 1956, jego debiutancka powieść – Przemiany – ukazała się w 1962. Do Przemian porównywano wydaną w 1966 powieść 49 idzie pod młotek Thomasa Pynchona. W Przemianach Mathews łączy sensacyjne wątki fabularne ze stylistycznymi i narracyjnymi eksperymentami. Na początku lat 60. wraz z przyjaciółmi wydawał pismo literackie Locus Solus. Pismo swój tytuł zapożyczyło od tytułu książki Raymonda Roussela i istniało bardzo krótko – ukazało się zaledwie 5 numerów.
Na początku lat 70. zaprzyjaźnił się z pisarzem Georges’em Perekiem i wkrótce został przyjęty do eksperymentalnej grupy OuLiPo. W 1978 wrócił do Stanów Zjednoczonych i wykładał na różnych uniwersytetach. Mieszkał we Francji i Stanach Zjednoczonych. Jego żoną była francuska pisarka Marie Chaix. Oprócz ojczystego angielskiego Mathews pisał także po francusku. 
Oprócz Przemian w Polsce ukazała się także jego najnowsza powieść – pastiszowe i zawierające sporo elementów autobiograficznych Moje życie w CIA, a także zbiór tekstów zatytułowany Osobne przyjemności. Poświęcono mu jeden z monograficznych numerów „Literatury na Świecie” (6/1998).

## Polskie przekłady
- Przemiany (The Conversions 1962)
- Moje życie w CIA (My life in CIA: a chronicle of 1973, 2005)
- Osobne przyjemności